# Peuceptyelus wegneri
Peuceptyelus wegneri is een halfvleugelig insect uit de familie Aphrophoridae. De wetenschappelijke naam van deze soort is voor het eerst geldig gepubliceerd in 1953 door Lallemand & Synave.